# Aire urbaine de Saint-Cyprien
L'Aire urbaine de Saint-Cyprien est une unité urbaine française centrée sur Saint-Cyprien, ville balnéaire et grand port de plaisance sur le littoral ouest du Golfe du Lion relevant du département des Pyrénées-Orientales, dans la région Occitanie. Elle est contiguë à l'unité urbaine de Saint-Cyprien.

## Données globales
En 2020, l'Insee définit un nouveau zonage d'étude : les aires d'attraction des villes. L'aire d'attraction de Perpignan remplace désormais son aire urbaine, avec un périmètre différent.
En 2010, selon l'Insee, l'unité urbaine de Saint-Cyprien est composée de onze communes, toutes situées dans l'arrondissement de Perpignan. Les villes balnéaires et touristiques d'Argelès-sur-Mer, Collioure et Port-Vendres font partie de cette vaste agglomération balnéaire et littorale qui s'étire le long du rivage occidental du Golfe du Lion depuis la frontière avec l'Espagne constituant la Côte Vermeille. 
L'aire urbaine de Saint-Cyprien recouvre entièrement les limites de l'unité urbaine de Saint-Cyprien.

## Délimitation de l'aire urbaine de 2010
Liste des 11 communes appartenant à l'Aire urbaine de Saint-Cyprien selon la nouvelle délimitation de 2010 (Liste établie par ordre alphabétique avec, en caractères gras, les villes-centres telles qu'elles sont définies par l'INSEE)
| Nom                  | Code Insee | Intercommunalité                                       | Superficie (km2) | Population (dernière pop. légale) | Densité (hab./km2) |
| -------------------- | ---------- | ------------------------------------------------------ | ---------------- | --------------------------------- | ------------------ |
| Alénya               | 66002      | CC Sud Roussillon                                      | 5,34             | 3 712 (2022)                      | 695                |
| Argelès-sur-Mer      | 66008      | CC des Albères, de la Côte Vermeille et de l'Illibéris | 58,67            | 10 779 (2022)                     | 184                |
| Collioure            | 66053      | CC des Albères, de la Côte Vermeille et de l'Illibéris | 13,02            | 2 637 (2022)                      | 203                |
| Corneilla-del-Vercol | 66059      | CC Sud Roussillon                                      | 5,43             | 2 679 (2022)                      | 493                |
| Elne                 | 66065      | CC des Albères, de la Côte Vermeille et de l'Illibéris | 21,29            | 9 479 (2022)                      | 445                |
| Latour-Bas-Elne      | 66094      | CC Sud Roussillon                                      | 3,31             | 3 224 (2022)                      | 974                |
| Palau-del-Vidre      | 66133      | CC des Albères, de la Côte Vermeille et de l'Illibéris | 10,41            | 3 232 (2022)                      | 310                |
| Port-Vendres         | 66148      | CC des Albères, de la Côte Vermeille et de l'Illibéris | 14,77            | 3 976 (2022)                      | 269                |
| Saint-André          | 66168      | CC des Albères, de la Côte Vermeille et de l'Illibéris | 9,73             | 3 395 (2022)                      | 349                |
| Saint-Cyprien        | 66171      | CC Sud Roussillon                                      | 15,8             | 11 995 (2022)                     | 759                |
| Théza                | 66208      | CC Sud Roussillon                                      | 4,83             | 2 181 (2022)                      | 452                |

## Évolution démographique
L'évolution démographique ci-dessous concerne l'Aire urbaine selon le périmètre défini en 2010.
| 1968   | 1975   | 1982   | 1990   | 1999   | 2009   | 2011   | 2014   | 2015   | 2016   |
| ------ | ------ | ------ | ------ | ------ | ------ | ------ | ------ | ------ | ------ |
| 26 405 | 27 894 | 31 584 | 37 936 | 44 118 | 49 743 | 50 966 | 52 371 | 53 068 | 53 623 |

| 2017   | - | - | - | - | - | - | - | - | - |
| ------ | - | - | - | - | - | - | - | - | - |
| 53 707 | - | - | - | - | - | - | - | - | - |

## Sources
1. ↑  Composition communale de l'Aire urbaine de Saint-Cyprien selon le dernier zonage de 2010
2. ↑  Composition communale de l'aire urbaine de Saint-Cyprien selon la nouvelle délimitation de 2010
3. ↑  http://www.statistiques-locales.insee.fr/FICHES/DL/AU2010/DL_AU2010148.pdf